# Фатіма Морейра де Мелу
Фатіма Морейра де Мелу (нід. Fatima Moreira de Melo, 4 липня 1978) — нідерландська хокеїстка на траві.
Олімпійська чемпіонка 2008 року, срібна призерка 2004 року, бронзова призерка 2000 року.
Переможниця Трофею чемпіонів 2000, 2004, 2005, 2007 років, срібна призерка 1999, 2001 років, бронзова призерка 2002, 2006 років.
Чемпіонка світу 2006 року, срібна призерка 1998, 2002 років.